# 特顿 (南达科他州)
特顿（英語：Turton），是美国南达科他州下属的一座城市。根据2010年美国人口普查，该市有人口48人。论人口在本州排行第278。